# Bratuchin Omega
Bratuchin 2MG „Omega“ (2MG – 2Motornyj Gelikopter, dvoumotorová helikoptéra, rusky 2МГ «Омега», двухмоторный геликоптер) byl sovětský experimentální vrtulník vyvinutý konstrukční kanceláří OKB-3 Bratuchin v roce 1940. Byl to první vrtulník této konstrukční kanceláře. Jeho variantou byl typ Omega II.

## Vývoj a konstrukce
Před druhou světovou válkou byly vrtulníky v SSSR zcela na okraji zájmu. Borisi N. Jurjevovi se podařilo prosadit založení konstrukční kanceláře OKB-3, která se specializovala na vrtulníky, až v lednu 1940. Krátce nato však musel kvůli jiným úkolům opustit pozici šéfkonstruktéra, kterou po něm převzal v březnu 1940 Ivan Pavlovič Bratuchin. Úvodním projektem se stal typ Omega neboli 2MG podle zadání ze 4. března 1940. Bratuchin zvolil koncepci dvou protiběžných nosných rotorů poháněných pístovými motory MV-6 (licenční kopie francouzských motorů Renault Bengali-6). Motorové gondoly byly připevněny k trupu trubkovou konstrukcí. K továrním letovým zkouškám byl vrtulník připraven v srpnu 1941, ale vzhledem k postupu německých vojsk musela být OKB-3 z Moskvy evakuována, což program přerušilo. První let tak byl uskutečněn až v roce 1943.
Po návratu konstrukční kanceláře do Moskvy vznikl druhý prototyp pojmenovaný Omega II nebo též G-2 (Геликоптер-2, helikoptéra 2) se silnějšími motory MG-31F a dalšími úpravami. Letové zkoušky tohoto prototypu probíhaly od září 1944 do podzimu 1945. Úspěšné završení vedlo k objednávce nevelké série tohoto vrtulníku v upravené verzi pro dělostřelecké pozorování (budoucí model G-3). Ke změně postoje v otázce výroby vrtulníků přispěl konec války a uvolnění výrobních kapacit sovětského průmyslu.

## Verze vrtulníku
2MG „Omega“
Základní prototyp, postaven 1 kus.
Omega II, jiným označením G-2 (Геликоптер-2, helikoptéra 2)
Upravená verze s výkonnějšími motory MG-31F, postaven 1 kus.

## Specifikace (Omega)

### Technické údaje
- Průměr hlavních rotorů: 7 m každý
- Délka: 8,20 m
- Šířka: 14, 20 m
- Výška: 3,24 m
- Prázdná hmotnost:[pozn. 1] 1 764 kg
- Maximální vzletová hmotnost: 2 050 kg
- Pohon: 2× pístový motor MV-6, výkon 220 hp
- Posádka: 2 (pilot a pozorovatel)

### Výkony
- Maximální rychlost: 186 km/h
- Dolet: 250 km
- Dynamický dostup: 700 m
- Statický dostup: 290 m